# Ōarai
Ōarai (japanska: 大洗町?,  Ōarai-machi) är en landskommun i Ibaraki prefektur i Japan. Staden har ett vänortssamarbete med Nyköping. I kommunen finns Aqua World, ett akvarium med 580 arter.

## Populärkultur
Ōarai är känt för animen Girls und Panzer och har blivit en plats att besöka för fans av serien. Huvudpersonerna studerar på ett enormt skepp som har Ōarai som hemmahamn. Verkliga platser som visas i serien blir återskapade med stor detalj. Serien har givit Ōarai ökad turism.

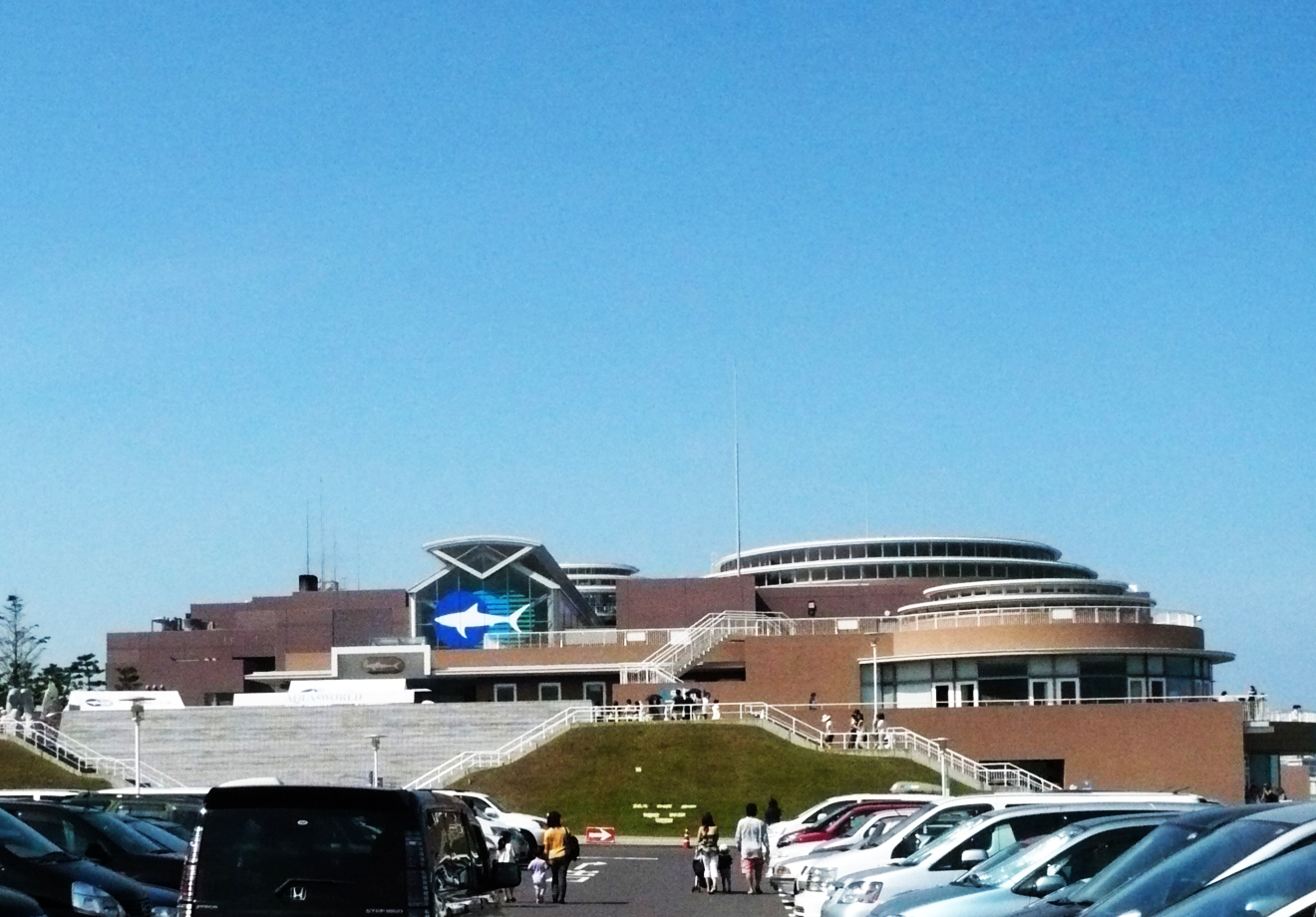
Aqua World